# Entalina adenensis
Entalina adenensis är en blötdjursart som beskrevs av Ludbrook 1954. Entalina adenensis ingår i släktet Entalina och familjen Entalinidae. Inga underarter finns listade i Catalogue of Life.